# Mauro di Veroli
Mauro di Veroli (I secolo) è stato un vescovo italiano, primo vescovo di Veroli.
Secondo la tradizione, l'annuncio della fede cristiana a Veroli risalirebbe all'epoca apostolica e alla predicazione di Maria Salomè, madre degli apostoli Giacomo e Giovanni, che sarebbe giunta nell'antica città ernica al seguito di san Pietro; accolta nella casa del contadino Mauro, lo convertì alla nuova fede e lo consacrò primo vescovo della comunità verolana. Tuttavia della diocesi di Veroli si ha conoscenza solo a partire dalla metà dell'VIII secolo: primo vescovo documentato è Martino (circa 743).

## Agiografia e culto
Secondo un'ulteriore tradizione, Salome arrivò nel Lazio in un anno imprecisato insieme a san Demetrio, san Biagio e san Pietro (che stava salendo l'Italia, per arrivare a Roma). Stanca del viaggio, trovò ospitalità presso un pagano. Pietro convertì quel pagano e lo battezzò. In seguito lo consacrò primo vescovo della diocesi di Veroli chiamandolo Mauro. Salomé morì sei mesi dopo, il 3 luglio. Mauro raccolse le spoglie per la sepoltura in un'urna di pietra dove incise Hac sunt reliquiae B. Mariae Matris apostolorum Jacobi et Joannis. Per paura di subire anche lui il martirio, si nascose con l'urna nella spelonca di Paterno, morendovi tre giorni dopo.
Tempo dopo, alcuni pagani rinvennero l'urna e, credendo di trovarvi un tesoro, restarono delusi di avervi trovato solamente delle ossa e le gettarono sulla piazza del paese. Un uomo, che aveva letto la scritta sull'urna, si recò di notte sulla piazza a recuperare le ossa, che avvolse in una stoffa e pose in una nuova urna. Egli morì prima di poter tornare in patria e le ossa restarono sotto una rupe, dov'erano state nascoste.
Nel 1209, un vecchio di nome Tommaso trovò il corpo dell'uomo. Di notte sognò san Pietro sotto braccio a Maria Salome, i quali gli confidarono dove trovare le sante reliquie. Il ritrovamento avvenne il 25 maggio, e l'avvenimento fu solennizzato dal vescovo di Penne, dall'abate di Casamari e dall'abate di Sant'Anastasia a Roma. Mentre i prelati mostravano le ossa alla folla, da una tibia sgorgò sangue vivo e si gridò al miracolo. La testa e le braccia furono rilegate in teche preziose e conservate nella cattedrale, al contrario delle altre ossa, che furono custodite dentro l'altare dell'oratorio edificato sul luogo del rinvenimento. Presto il piccolo oratorio fu sostituito da una imponente basilica.